# Список графов Осера

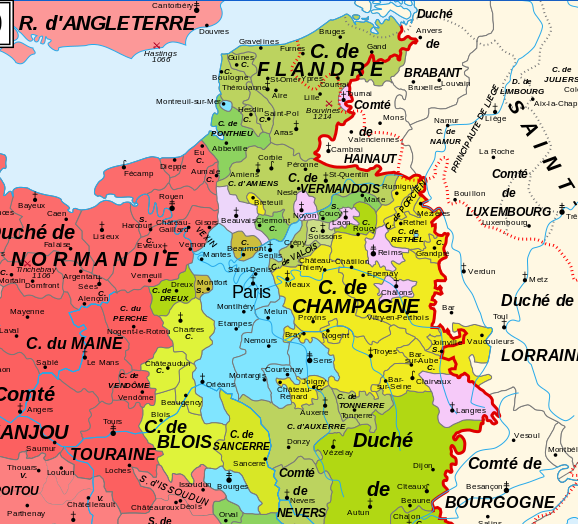
Графство Осер на карте северо-восточной Франции 12 в.

Граф Осера (фр. comtes d'Auxerre) — титул правителя бургундского графства Осер, существовавшего с IX века до 1370 года.

## Каролингские графы
Неизвестная династия
- 768: Эрмено I, граф Осера в 768
- 840: Эрмено III, граф Осера в 840, возможно внук предыдущего
- 853: Жубер, граф Осера в 853

Вельфы
- 859—864: Конрад II (835—876), сын Конрада I, графа Аргенау и Аделаиды, граф Осера 859—864, герцог Трансюранской Бургундии 864—876

Робертины
- 864—866: Роберт Сильный (ум. 866), граф Анжу, Блуа, Мэна и Тура 853—858, маркиз Нейстрии 861—866, граф Отёна, Осера и Невера 864—866, муж матери Конрада II

Вельфы
- 866—878: Гуго Аббат (ум. 886), брат Конрада II, светский аббат Сен-Жермен д’Осер 859—886, граф Осера 866—878, граф Анжу, Блуа, Мэна, Тура и маркиз Нейстрии 866—886

- 878—886: Жербо (ум.892), граф Осера 878—886

## Наследственные графы
Бозониды
- 886—921: Ричард Заступник (845—921), наместник (missus) Италии и Прованса 877—879, граф Отёна 880—921, граф Осера 886—921, граф Санса 895—921, маркиз Бургундии 901—921, герцог Бургундии 918—921
- 921—936: Рауль (890—936), сын Ричарда, герцог Бургундии, граф Отёна, Осера и Санса 921—936, король Франции 923—936
- 936—943: Гуго Чёрный (ок.890 — 17 декабря 952), герцог Бургундии с 923/936, граф Варе и Портуа с 914, архграф Бургундии с 921[1]

Робертины
- 943—955: Гуго Великий (897—956), граф Парижа 923—956, герцог Франции 936—956, герцог Бургундии и граф Осера 943—956, герцог Аквитании 954—956, внук Роберта Сильного
- 955—965: Оттон (до 944 — 965), граф Осера и Бона с 955, герцог Бургундии с 956, граф Невера с 956
- 965—971: ?
- 971—996: Герберт (ум. 996), незаконнорожденный сын Гуго Великого, епископ и граф Осера 971—996
- 996—1002: Эд Генрих (948—1002), граф Невера 956—980, герцог Бургундии 965—1002, граф Осера 996—1002, брат Оттона

Неверский дом

Герб графов Невера

- 1002—1028: Ландри де Монсо (ок. 975 — 1028), граф Невера с 987, граф Осера с 1002
- 1028—1040: Рено I (ок. 1000—1040), граф Невера и Осера с 1028, сын предыдущего
- 1040—1083: Гильом I (1029—1083), граф Невера и Осера с 1040, граф Тоннера с 1065
- 1083—1097: Рено II (ок. 1055 — ок. 1097), граф Невера, Осера с 1083, граф Тоннера с 1092/1097, сын предыдущего
- 1097—1147: Гильом II (ок. 1083 — 1147), граф Невера, Осера и Тоннера с ок. 1097, сын предыдущего
- 1147—1161: Гильом III (ок. 1110 — 1161), граф Невера, Осера и Тоннера с 1147, сын предыдущего
- 1161—1168: Гильом IV (ум. 1168), граф Невера и Осера с 1161, сын предыдущего
- 1168—1176: Ги I (ум. 1176), граф Тоннера с 1161, граф Невера и Осера с 1168, брат предыдущего
- 1176—1181: Гильом V (ум. 1181), граф Невера, Осера и Тоннера с 1176, сын предыдущего
- 1181—1193: Агнес I (ум. 1193), графиня Невера, Осера и Тоннера с 1181, сестра предыдущего
муж: с 1184 Пьер II де Куртене

Дом Куртене

Герб сеньоров Куртене

- 1184—1207: Пьер II де Куртене (ок. 1167 — после июня 1219), сеньор де Куртене с 1180, граф Невера 1184—1207, граф Осера и Тоннера с 1184, маркиз Намюра с 1193, император Латинской империи в 1217
- 1207—1257: Матильда (Маго) I де Куртене (1188—1256), графиня Невера с 1207, графиня Осера и Тоннера с 1217, дочь предыдущего
1-й муж: с 1199 Эрве IV де Донзи (ок. 1175—1222), барон де Донзи с 1187, граф Невера с 1207, Осера и Тоннера (по праву жены) с 1217
2-й муж: с 1226 Гиг IV (ок. 1199 — 1241), граф де Форе (Гиг IV) с 1203, граф Невера, Осерра и Тоннера (по праву жены) с 1226

Наследники графств Невер, Осер и Тоннер в 1222—1257

Герб сеньоров де Бурбон из дома Дампьер

- 1222—1225: Агнес де Донзи (ок. 1205—1225), дама де Донзи с 1222, наследница графств Невер, Осер и Тоннер с 1222, дочь Матильды и Эрве IV де Донзи
муж: Ги I (IV) де Шатильон (до 1196 — 1226), граф де Сен-Поль с 1221
- 1225—1250: Гоше де Шатильон (ум. 1250), сеньор де Донзи, наследник графств Невер, Осер и Тоннер с 1225, сын предыдущей
- 1250—1254: Иоланда де Шатильон (до 1221 — 1254), дама де Донзи с 1250, наследница графств Невер, Осер и Тоннер с 1250, сестра предыдущего

муж: Аршамбо IX де Бурбон-Дампьер (1205—1249), сеньор де Бурбон с 1242
Дом Бурбон-Дампьер
- 1257—1262 : Матильда II (ок. 1234 — 1262), дама де Бурбон с 1249, дама де Донзи с 1254, графиня Невера, Осера и Тоннера с 1257, дочь предыдущей
муж: Эд Бургундский

Старший Бургундский дом

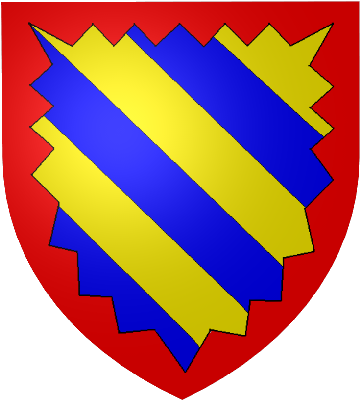
Герб Эда Бургундского, графа Невера, Осера и Тоннера

- 1254—1262: Эд Бургундский (1230—1266), наследник герцогства Бургундия, граф Невера с 1254, Осера и Тоннера с 1257, муж предыдущей
- 1262—1290: Алиса (1251—1290), дочь предыдущего
муж: с 1268 Жан I де Шалон (1243—1309), сеньор де Рошфор

Дом Шалон-Осер
- 1273—1290: Жан I де Шалон (1243—1309), сеньор де Рошфор с 1266, граф Осера 1273—1290, муж предыдущей
- 1290—1304: Гильом (ок. 1270 — 1304), граф Осера с 1290, граф Тоннера с 1293, сын предыдущего
- 1304—1362: Жан II (ок. 1292 — 1362), граф Осера и Тоннера с 1304, сеньор де Рошфор с 1309, сын предыдущего
- 1362—1370: Жан III (ум. 1379), граф Осера 1362—1370, граф Тоннера с 1362, сын предыдущего
  - 1366—1370: Жан IV (ум. 1370), администратор графства Осер с 1366, сын предыдущего

В 1370 году Жан IV продал графство Осер королю Франции за 31 000 ливров.